# Josep Jocavell
Josep Jocavell (Finestret, segle xvii - ?) va ser un sacerdot nord-català, rector de l'església parroquial de la Bastida (el Rosselló). Publicà en català l'obra Reglas y documents particulars per la vida heremitica, obra que comprèn una llista de les ermites del Rosselló. L'exemplar conservat del llibre no porta peu d'impremta, però s'ha atribuït a l'impressor perpinyanenc Lluís Reynier. La publicació seria posterior al 27 de maig del 1686, data de l'autorització del bisbat; Capeille i altres fonts proposen el 1688.

## Obres
- Reglas y documents particulars per la vida heremitica: compost per le Rector de la Bestida del Vallespir, Diocesis d'Elna, autoritzada la seva impressió a Perpinya el 27 de maig del 1686 [Perpinyà: Lluís Reynier, 1688]